# Växjö stads- och domkyrkoförsamling
Växjö stads- och domkyrkoförsamling är en domkyrkoförsamling i Växjö pastorat i Växjö domkyrkokontrakt i Växjö stift och i Växjö kommun.  

## Administrativ historik
Församlingen bildades 2014 genom en ombildning av Växjö domkyrkoförsamling och införlivande av Skogslyckans församling, Växjö Maria församling och Teleborgs församling samt mindre delar av Bergunda församling och Vederslöv-Dänningelanda församling. Församlingen ingår sedan bildandet i Växjö pastorat...

## Kyrkor
- Växjö domkyrka
- Högstorps kyrka
- Skogslyckans kyrka
- Västrabo kyrka
- Mariakyrkan
- Teleborgs kyrka
- Johannesgården
- Tegnérkapellet

## Domprostar
| Ämbetstid | Namn               | Levnadstid | Övrigt                 |
| --------- | ------------------ | ---------- | ---------------------- |
| 2011-2018 | Thomas Petersson   | född 1968  | Senare biskop i Visby. |
| 2018-2022 | Christopher Meakin | född 1957  |                        |

## Domkyrkoorganister
| Ämbetstid | Namn                | Levnadstid | Övrigt |
| --------- | ------------------- | ---------- | ------ |
| 2014      | Thomas Niklasson    | 1947-      | [ 4 ]  |
| 2014-     | Sten-Inge Petersson | 1963–      | [ 5 ]  |